# Comté de Sequoyah
Le comté de Sequoyah est un comté situé à l'est de l'État de l'Oklahoma aux États-Unis. Le siège du comté est Sallisaw. Selon le recensement de 2000, sa population est de 38 972 habitants.

## Comtés adjacents
- Comté de Cherokee (nord)
- Comté d'Adair (nord)
- Comté de Crawford, Arkansas (est)
- Comté de Sebastian, Arkansas (sud-est)
- Comté de Le Flore (sud)
- Comté de Haskell (sud-ouest)
- Comté de Muskogee (ouest)

## Principales villes
- Akins
- Belfonte
- Brent
- Brushy
- Carlisle
- Dwight Mission
- Evening Shade
- Flute Springs
- Gans
- Gore
- Long
- Marble City Community
- Marble City
- McKey
- Moffett
- Muldrow
- Notchietown
- Paradise Hill
- Pinhook Corners
- Redbird Smith
- Remy
- Roland
- Sallisaw
- Short
- Stony Point
- Sycamore
- Vian